# Podocarpus bracteatus
Podocarpus bracteatus — вид хвойних рослин родини подокарпових.

## Поширення, екологія
Країни поширення: Індонезія (Ява, Малі Зондські о-ви, Суматра). Це розкидане пологове дерево вічнозелених гірських тропічних дощових лісів, найчастіше росте на лісових вулканах Яви на висотах від 1000 м і 2600 м над рівнем моря. Іноді росте на більш низьких висотах між 400 м і 1000 м над рівнем моря. Екологія аналогічна до Podocarpus neriifolius.

## Використання
Є одним з важливих видів деревини на Яві. Деревина використовується для будівництва будинків і для виготовлення весел, щогл, меблів, шаф, внутрішнього оздоблення, побутового начиння і різьби по дереву.

## Загрози та охорона
Вирубка великих дерев цього виду, ймовірно, вплинула на населення. Цей вид, ймовірно, присутній в кількох ПОТ.